# Third crew
株式会社third crew（サードクルー、英: THIRDCREW INC.）は、岡山県にあるITコンサル・ITソリューション企業である。

## 社名への想い
経営者の想いや手腕、商品力・営業力、事業継続していくための「仕組化」「効率化」「マネジメント」。
中小企業は経営の第三の要素である「仕組化」「効率化」による生産性向上と「マネジメント」による人材活用がなければ存続ができない。
第三の要素は、日々の業務上で自然に身に付く力ではない。
そこを私たちが第三のcrewとなりご支援をしたい。

## 事業内容
- ITコンサルティング
- クラウド導入
- 基幹システム開発
- スマホアプリ開発
- Webサイト構築
- ITインフラ構築